# Laephotis capensis
Laephotis capensis — вид рукокрилих ссавців із родини лиликових. Pipistrellus capensis, ймовірно, являє собою комплекс із кількох аналогічних видів. Необхідні подальші дослідження, щоб уточнити його таксономічний статус.

## Середовище проживання
Країни поширення: Ангола, Бенін, Ботсвана, Бурунді, Камерун, Центральноафриканська Республіка, Республіка Конго, Демократична Республіка Конго, Кот-д'Івуар, Екваторіальна Гвінея, Еритрея, Ефіопія, Габон, Гана, Гвінея, Гвінея-Бісау, Кенія, Лесото, Ліберія, Малаві, Мозамбік, Намібія, Нігерія, Сьєрра-Леоне, Сомалі, Південна Африка, Судан, Есватіні, Танзанія, Того, Уганда, Замбія, Зімбабве. Це низовинний вид, який зазвичай мешкає в низинних вологих тропічних лісах, сухих тропічних лісах і посушливих та вологих саванах. Тварини спочивають під корою дерев, між тріщинами в стінах, під дахами будинків і т. ін.

## Загрози та охорона
Здається, немає серйозних загроз для даного виду. Очікується, що зустрічаються в багатьох охоронних територіях.